# Phaeochridius uniformis
Phaeochridius uniformis är en skalbaggsart som beskrevs av Gilbert John Arrow 1925. Phaeochridius uniformis ingår i släktet Phaeochridius och familjen Hybosoridae. Inga underarter finns listade i Catalogue of Life.